# Kanton Saint-Philippe
Der Kanton Saint-Philippe war von 1949 bis 2015 ein französischer Wahlkreis im Arrondissement Saint-Pierre des Übersee-Départements Réunion. Er umfasste einzig die Gemeinde Saint-Philippe.